# Magnuszew (gmina)

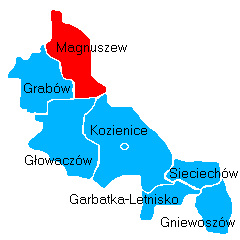
Lokalizacja gminy Magnuszew
w powiecie kozienickim

Magnuszew (1870–1954 gmina Trzebień) – gmina miejsko-wiejska w województwie mazowieckim, w powiecie kozienickim. W latach 1975–1998 gmina położona była w województwie radomskim.
Siedziba gminy to Magnuszew.
Według danych z 30 czerwca 2023 gminę zamieszkiwało 6421 osób.

## Struktura powierzchni
Według danych z roku 2002 gmina Magnuszew ma obszar ok. 140,92 km², w tym:
- użytki rolne: 65%
- użytki leśne: 20%

Gmina stanowi 15,37% powierzchni powiatu.

## Demografia

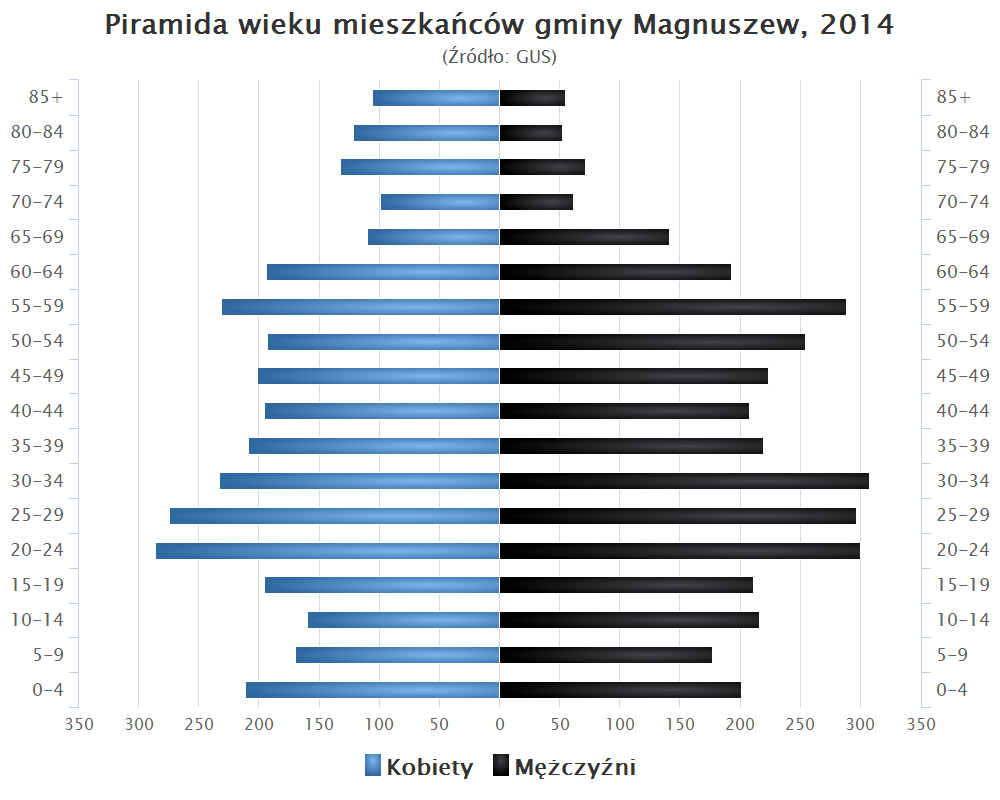
Piramida wieku mieszkańców gminy Magnuszew w 2014 roku

Dane z 30 czerwca 2023:
| Opis                              | Ogółem | Ogółem | Kobiety | Kobiety | Mężczyźni | Mężczyźni |
| --------------------------------- | ------ | ------ | ------- | ------- | --------- | --------- |
| jednostka                         | osób   | %      | osób    | %       | osób      | %         |
| populacja                         | 6421   | 100    | 3192    | 49,7    | 3229      | 50,3      |
| gęstość zaludnienia (mieszk./km²) | 45,6   | 45,6   | 22,7    | 22,7    | 22,9      | 22,9      |

## Sołectwa
Aleksandrów, Anielin, Basinów, Boguszków, Bożówka, Chmielew, Dębowola, Gruszczyn, Grzybów, Kępa Skórecka, Kłoda, Kolonia Rozniszew, Kurki, Latków, Magnuszew, Mniszew, Osiemborów, Ostrów, Przewóz Stary, Przewóz Tarnowski, Przydworzyce, Rękowice, Rozniszew, Trzebień, Tyborów, Wilczkowice Dolne, Wilczowola, Wola Magnuszewska, Wólka Tarnowska, Zagroby, Żelazna Nowa, Żelazna Stara

## Sąsiednie gminy
Głowaczów, Grabów nad Plilicą, Kozienice, Maciejowice, Warka, Wilga

## Wójtowie
| L.p. | Okres                   | Wójt                                   | Partia polityczna | Miejscowość | Uwagi                             |
| ---- | ----------------------- | -------------------------------------- | ----------------- | ----------- | --------------------------------- |
| 1.   | 1990 – 14 IV 1992       | Andrzej Domeradzki                     |                   | Kurki       |                                   |
| 2.   | 14 IV 1992 – 15 IX 1997 | Stanisław Bocian                       |                   |             | dwie kadencje (niepełne)          |
| 3.   | 15 IX 1997 – 2014       | Henryk Plak (*27.03.1948, Osiemborów)  | „Samorządność”    | Osiemborów  | pięć kadencji (pierwsza niepełna) |
| 4.   | od 2014                 | Marek Drapała (*14.08.1965, Kozienice) | PSL               | Magnuszew   | dwie kadencje                     |